# Wrestle Kingdom 8
Wrestle Kingdom 8 fue la octava edición de Wrestle Kingdom, un evento pago por visión (PPV) de lucha libre profesional realizado por la New Japan Pro-Wrestling. Tuvo lugar el 4 de enero de 2014 desde el Tokyo Dome en Tokio, Japón.
El evento por primera vez en veinte años se realizó con la presencia de la National Wrestling Alliance, pues se defendió el NWA World Heavyweight Championship.

## Resultados
- Bushi, Captain New Japan, Hiroyoshi Tenzan & Tomoaki Honma derrotaron a Jushin Thunder Liger, Manabu Nakanishi, Super Strong Machine & Yohei Komatsu (8:11)

- The Young Bucks (Matt & Nick Jackson) derrotaron a Forever Hooligans (Alex Koslov & Rocky Romero), Suzuki-gun (Taichi Ishikari & TAKA Michinoku) y a Time Splitters (Alex Shelley & KUSHIDA) reteniendo el Campeonato de Parejas de Peso Semicompleto de la IWGP (10:35)

- Bullet Club (Karl Anderson & Doc Gallows) derrotaron a K.E.S. (Davey Boy Smith Jr. & Lance Archer) ganando el Campeonato de Parejas de la IWGP (10:27)

- Satoshi Kojima (c/Hiroyoshi Tenzan) derrotó a Rob Conway (c/Bruce Tharpe & Jax Dane) ganando el Campeonato Mundial de Peso Completo de la NWA (8:27)

- Kazushi Sakuraba & Yuji Nagata derrotaron a Daniel & Rolles Gracie por descalificación (9:50)

- The Great Muta & Toru Yano derrotaron a Suzuki-gun (Minoru Suzuki & Shelton X Benjamin) (12:04)

- Togi Makabe derrotó a Bad Luck Fale en un King of Destroyer match (15:05)

- Hirooki Goto derrotó a Katsuyori Shibata (15:33)

- Kōta Ibushi derrotó a Prince Devitt (c/Bullet Club) ganando el Campeonato Mundial de Peso Semicompleto de la IWGP (16:22)

- Kazuchika Okada (c/Gedo) derrotó a Tetsuya Naitō reteniendo el Campeonato Mundial de Peso Completo de la IWGP (30:58)

- Hiroshi Tanahashi derrotó a Shinsuke Nakamura ganando el Campeonato Intercontinental de la IWGP (23:24)